# Złota Piłka 2007

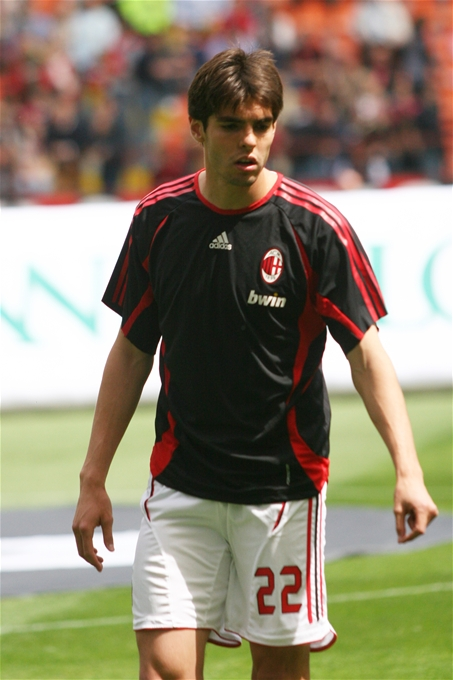
Zdobywca Złotej Piłki 2007, Kaká

Złota Piłka 2007 była przyznawana najlepszemu piłkarzowi na świecie w roku 2007. Otrzymał ją Kaká. Od 2007 roku włącznie piłkarze nominowani do Złotej Piłki nie muszą grać w klubie należącym do UEFA.
Kaká jest czwartym Brazylijczykiem, który otrzymał tę nagrodę. Przed nim był Ronaldo (1997, 2002), Rivaldo (1999) oraz Ronaldinho (2005). Jest on zarazem szóstym piłkarzem AC Milan, który otrzymał Złotą Piłkę. Przed nim dokonał tego Gianni Rivera (1969), Ruud Gullit (1987), Marco van Basten (1988, 1989, 1992), George Weah (1995) oraz Andrij Szewczenko (2004).

## Ranking[2]
| #  | Imię i Nazwisko     | Klub              | Narodowość               | Punkty |
| -- | ------------------- | ----------------- | ------------------------ | ------ |
| 1  | Kaká                | AC Milan          | Brazylia                 | 444    |
| 2  | Cristiano Ronaldo   | Manchester United | Portugalia               | 277    |
| 3  | Lionel Messi        | FC Barcelona      | Argentyna                | 255    |
| 4  | Didier Drogba       | Chelsea F.C.      | Wybrzeże Kości Słoniowej | 108    |
| 5  | Andrea Pirlo        | AC Milan          | Włochy                   | 41     |
| 6  | Ruud van Nistelrooy | Real Madryt       | Holandia                 | 39     |
| 7  | Zlatan Ibrahimović  | Inter Mediolan    | Szwecja                  | 31     |
| 8  | Cesc Fàbregas       | Arsenal F.C.      | Hiszpania                | 27     |
| 9  | Robinho             | Real Madryt       | Brazylia                 | 24     |
| 10 | Francesco Totti     | AS Roma           | Włochy                   | 20     |
| 11 | Frédéric Kanouté    | Sevilla FC        | Mali                     | 19     |
| 12 | Ronaldinho          | FC Barcelona      | Brazylia                 | 18     |
| 13 | Steven Gerrard      | Liverpool         | Anglia                   | 17     |
| 14 | Juan Román Riquelme | Villarreal CF     | Argentyna                | 15     |
| 15 | Dani Alves          | Sevilla FC        | Brazylia                 | 14     |
| 16 | Filippo Inzaghi     | AC Milan          | Włochy                   | 12     |
| 17 | Franck Ribéry       | Bayern Monachium  | Francja                  | 10     |
| 18 | Paolo Maldini       | AC Milan          | Włochy                   | 8      |
| 19 | Gianluigi Buffon    | Juventus F.C.     | Włochy                   | 7      |
| 19 | Petr Čech           | Chelsea F.C.      | Czechy                   | 7      |
| 19 | Gennaro Gattuso     | AC Milan          | Włochy                   | 7      |
| 19 | Thierry Henry       | FC Barcelona      | Francja                  | 7      |
| 19 | Clarence Seedorf    | AC Milan          | Holandia                 | 7      |
| 24 | Fabio Cannavaro     | Real Madryt       | Włochy                   | 5      |
| 24 | Michael Essien      | Chelsea F.C.      | Ghana                    | 5      |
| 26 | Wayne Rooney        | Manchester United | Anglia                   | 4      |
| 27 | Iker Casillas       | Real Madryt       | Hiszpania                | 3      |
| 27 | Rogerio Ceni        | São Paulo         | Brazylia                 | 3      |
| 29 | Younis Mahmoud      | Al-Gharafa        | Irak                     | 2      |
| 30 | Dimityr Berbatow    | Tottenham Hotspur | Bułgaria                 | 1      |
| 30 | Samuel Eto’o        | FC Barcelona      | Kamerun                  | 1      |
| 30 | Ryan Giggs          | Manchester United | Walia                    | 1      |
| 30 | Guillermo Ochoa     | Club América      | Meksyk                   | 1      |
| 30 | Carlos Tévez        | Manchester United | Argentyna                | 1      |
| 30 | Robin van Persie    | Arsenal F.C.      | Holandia                 | 1      |

Ponadto piętnastu graczy było nominowanych, jednak nie otrzymali żadnego głosu. Byli to: Éric Abidal, David Beckham, Deco, Mahamadou Diarra, Diego, Miroslav Klose, Florent Malouda, Shunsuke Nakamura, Ricardo Quaresma, Raúl, Paul Scholes, Luca Toni, Kolo Touré, Fernando Torres, oraz David Villa.